# In Christo
In Christo ist eine Kirchenzeitung und wird vom „Verein Kirchenblatt für die Pfarreien im Erzbistum Vaduz In Christo“ herausgegeben. Erstmals erschien In Christo als Kirchliches Amtsblatt für die Pfarreien Liechtensteins am 28. November 1936. Finanziert wird In Christo von den Beiträgen der Abonnenten, den Pfarreien in Liechtenstein und durch private Zuwendungen. Im Jahr 2011 zählte In Christo 3500 Abonnenten.

## Gründung und Geschichte
Der katholische Schweizer Pfarrer Johannes Tschuor (1896–1990) kam 1924 als Vikar und Pfarrhelfer nach Schaan und wurde 1933 Pfarrer der Gemeinde, der er bis 1965 diente. Als Seelsorger war er in der Zeit der Arbeitslosigkeit, des Zweiten Weltkriegs und in der Wende zum Industriestaat für seine Gemeinde da. Johannes Tschuor engagierte sich gegen den Nationalsozialismus in Liechtenstein. Den Umbrüchen und Entwicklungen der Zeit ist er offen und mutig entgegengetreten.
Bereits ein Jahr nachdem er Pfarrer in Schaan geworden war, gründete er das Pfarreiblatt Vom einfachen Christentum und führte dieses in den Gemeinden Schaan und Planken ein. Daraus entwickelte sich das kirchliche Amtsblatt In Christo – Kirchliches Amtsblatt für die Pfarreien Liechtensteins, das am 28. November 1936 erstmals erschien und damals vom Liechtensteinischen Priesterkapitel herausgegeben wurde. In Christo informierte alle zwei Wochen über Gottesdienste und kirchliche Anlässe. Redaktor des kirchlichen Amtsblatts war seit der Gründung 1936 bis ins Jahr 1988 Johannes Tschuor.
Als Geistlicher öffnete Johannes Tschuor der liechtensteinischen Bevölkerung den Blick für grössere Zusammenhänge, und über das Pfarreiblatt In Christo versuchte er die Gläubigen zu erreichen. Er hat immer wieder über die grosse Liebe Gottes geschrieben. Seine Leitartikel erschienen jeweils in einem bestimmten Zeithintergrund, der beim Lesen und interpretieren der Texte berücksichtigt werden sollte, um die tiefere Bedeutung zu begreifen.
Ab 1970 wurde In Christo vom Dekanat Liechtensteins herausgegeben. Pfarrer Johannes Tschuor verstarb am 7. Juli 1990. Um das Jahr 1990 verdoppelte sich die Seitenzahl des Amtsblatts von acht auf sechzehn Seiten, und In Christo entwickelte sich vermehrt zur Plattform für ethische und religiöse Themen. Gegen Ender der 1990er Jahre zählte In Christo 4500 Abonnenten.
Finanziert wird das Kirchliche Amtsblatt von den Pfarreien in Liechtenstein, durch private Zuwendungen wie auch den Beiträgen der Abonnenten.
1997 wurde das Dekanat aufgelöst und das Erzbistum Vaduz errichtet. Seit 2000 wird In Christo vom „Verein Kirchenblatt für Pfarreien Erzbistum Vaduz in Christo“ herausgegeben. Die Kirchenzeitung zählte im Jahr 2011 um die 3500 Abonnenten.